# Culinária da Califórnia

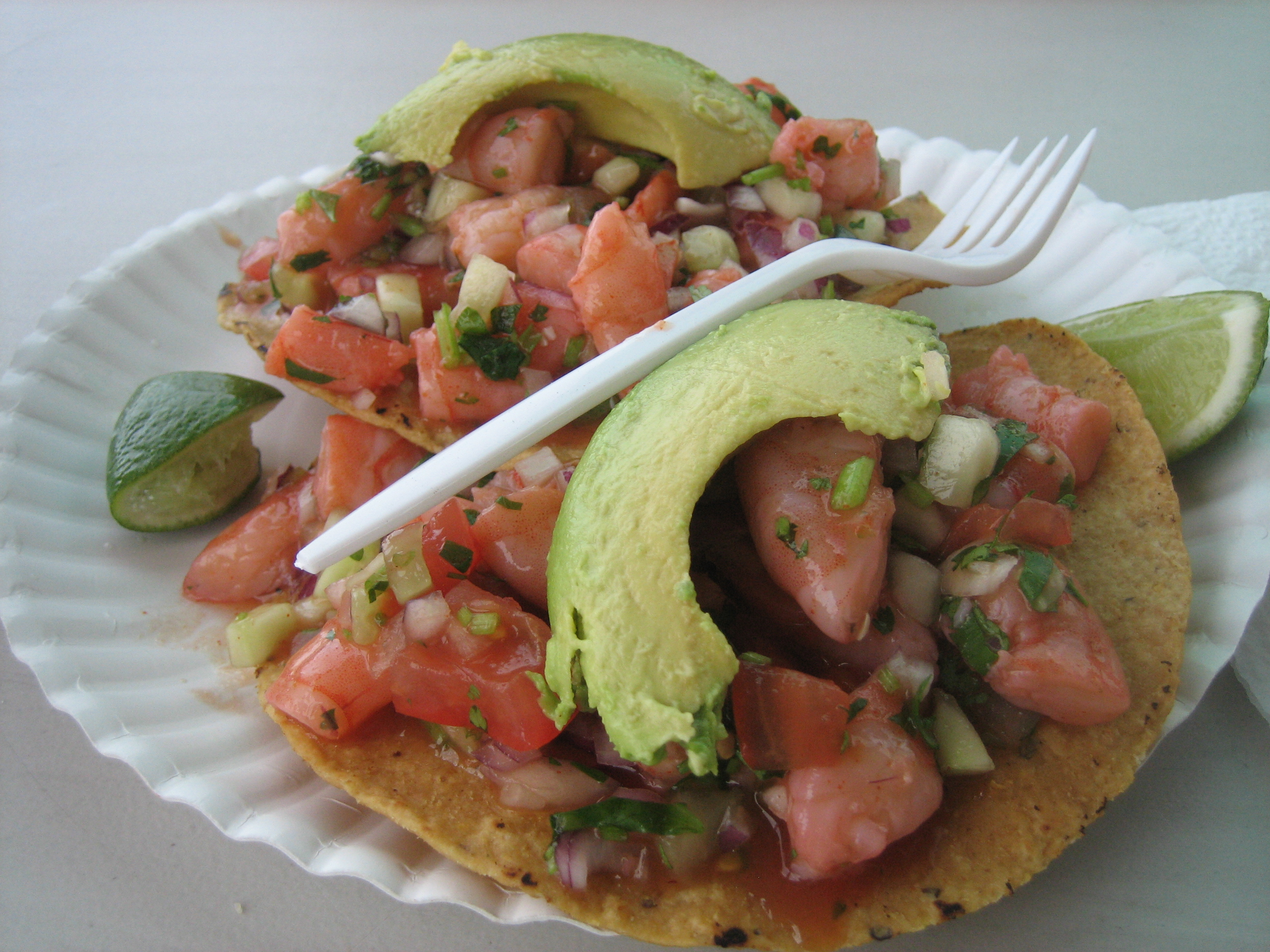
Tortillas com camarão.

A Culinária da Califórnia é marcada pela mistura de estilos e ingredientes diferentes.

## Ingredientes locais
Por ter um clima dominado por um clima mediterrânico e uma preocupação popular com a saúde e estilos de vida, a produção, utilização e consumo de frutas frescas, legumes e carnes, muitos deles orgânicos se destacam.

## Influência latina
Devido à Califórnia ser originalmente um território colonial espanhol e sua população original composta por Meso-americanos, colonizadores espanhóis e mexicanos pecuaristas, as cozinhas mexicana e espanhola são muito influente e populares, especialmente ao sul do estado.
São comuns o comércio de comida pronta de pratos mexicanos, tais como burritos, feijões fritos, tortas, tacos, nachos e quesadillas.